# Dwergtarbot
Dwergtarbot of dwergbot (Phrynorhombus norvegicus) is een straalvinnige vissensoort uit de familie van tarbotachtigen (Scophthalmidae). De wetenschappelijke naam van de soort is voor het eerst geldig gepubliceerd in 1862 door Günther.